# Etienne Chevalier
Etienne Chevalier (Melun, 1410 – 1474) è stato un politico e mecenate francese.

## Biografia
Fu segretario dei re di Francia e tesoriere sotto Carlo VII e poi sotto Luigi XI.
Verso il 1455 e 1460 ordinò al pittore Jean Fouquet, di cui fu uno dei principali clienti, un Libro delle ore, opera che fu dispersa; ora quaranta fogli sono conservati al Museo Condé di Chantilly. Per la cattedrale della sua città natale ordinò sempre a Jean Fouquet il famoso Dittico di Melun, recante il suo ritratto come donatore insieme a Santo Stefano, ora nella Gemäldegalerie di Berlino, mentre lo scomparto destro con la Madonna del latte in trono col Bambino si trova al Koninklijk Museum voor Schone Kunsten di Anversa. Ne faceva parte anche un medaglione a smalto con l'Autoritratto di Jean Fouquet, oggi al Louvre.